# Kirby en de Vergeten Wereld
Kirby en de Vergeten Wereld (Japanse titel: Hoshi no Kābī Disukabarī (星のカービィ　ディスカバリー, letterlijk: "Kirby van de Sterren: Ontdekking"); Engelse titel: Kirby and the Forgotten Land) is een computerspel ontwikkeld door HAL Laboratory en uitgegeven door Nintendo voor de Switch. Het platformspel is uitgebracht op 25 maart 2022.
Het is het zeventiende spel in de Kirby-serie, en tevens het eerste spel dat volledig in 3D kan worden gespeeld.

## Spel
De speler bestuurt Kirby door de Natuurvlakte om Waddle Dees te redden die zijn ontvoerd door een bende die bekendstaat als de Beestenboel. Om elk level te voltooien en de Waddle Dees te redden, krijgt Kirby hulp van zijn nieuwe vriend Elfilin. Ook gebruikt Kirby een breed scala aan kopieervaardigheden om vijanden te bestrijden en verder te komen.
Kirby kan springen, rennen en glijden, maar ook vijanden en objecten opzuigen om een kopievaardigheid van die vijand te verkrijgen, of die hij kan uitspugen als projectielen. Naast de terugkerende kopievaardigheden, introduceert dit spel twee nieuwe kopievaardigheden in de vorm van Boemerang en Boor, evenals een upgradesysteem voor kopievaardigheden en een nieuwe Mondvol-vorm waar Kirby grotere objecten kan inslikken en besturen, zoals auto's en verkoopautomaten.
Een tweede speler kan meedoen en spelen als bandana-Waddle Dee, die een speer gebruikt als zijn belangrijkste aanvalsvorm.
De geredde Waddle Dees worden teruggebracht naar Waddle Dee-dorp, de belangrijkste plek van het spel. Naarmate de speler meer Waddle Dees redt, neemt de grootte van de stad toe, evenals het vrijspelen van minispellen waarmee de speler online met anderen kan strijden om de topscore. Het spel zal ook amiibo-functionaliteit ondersteunen.

## Ontvangst
| Recensiescore       | Recensiescore |
| Recensieverzamelaar | Score         |
| ------------------- | ------------- |
| Metacritic          | 84%           |
| Publicist           | Score         |
| Destructoid         | 9,5           |
| Eurogamer           | Aanbevolen    |
| Famitsu             | 36/40         |
| Game Informer       | 9             |
| GameSpot            | 9             |
| IGN                 | 8             |
| Nintendo Life       | 9             |
| Power Unlimited     | 7,5           |

Kirby en de Vergeten Wereld werd zeer positief ontvangen in recensies. Men prees de graphics, het 3D-element, de kopieerkrachten en de vele verkenningselementen. Enige kritiek was er op het gebrek aan voldoende uitdagingen en de relatief lage moeilijkheidsgraad.
Op Metacritic, een recensieverzamelaar, heeft het spel een score van 84%.